# Chromatoiulus metsovoni
Chromatoiulus metsovoni är en mångfotingart som beskrevs av Pius Strasser 1976. Chromatoiulus metsovoni ingår i släktet Chromatoiulus och familjen kejsardubbelfotingar. Inga underarter finns listade i Catalogue of Life.